# Queen of Drags
Queen of Drags é uma reality show alemão de competição drag, com 10 queens talentosas da Alemanha, Áustria e Suíça. A série começou a ser exibida em 14 de novembro de 2019.
Dez drag queens se mudaram para uma luxuosa vila, viveram juntas por várias semanas e receberam uma nova tarefa de Heidi Klum, Bill Kaulitz e Conchita Wurst a cada semana, desde a implementação do lema semanal até o melhor desempenho no palco e deleitando a audiência do estúdio em Los Angeles. Após cada apresentação, os três jurados principais e o jurado convidado atribuirão pontos. A queen com mais pontos ganha o título de "Rainha da Semana", enquanto a queen com menos pontos tem que sair da competição.
Em um evento ao vivo, o programa foi anunciado em 27 de junho de 2019 pela ProSieben, um canal de televisão alemão; anunciou que tipo de formato de Drag Race começará a estrear no inverno do mesmo ano.

## Formato
Semelhante ao Next Top Model da Alemanha, as queens são alojadas em uma casa de luxo na qual vivem por algumas semanas, sem contato com o mundo externo. Além da competição, os episódios também mostram como elas convivem umas com as outras e contam suas experiências profissionais e pessoais. 
Cada episódio representa uma semana com um tema diferente, no qual as drag queens apresentam uma performance em um palco de show na frente de uma platéia, em Los Angeles. Após cada apresentação, os três juízes principais e o juiz convidado atribuirão pontos de acordo com um ranking. A queen com mais pontos ganha o título de "Rainha da Semana", enquanto a rainha com menos pontos é eliminada da competição.

## Temporadas
| Temporada        | 1º lugar    | 2º lugar    | 3º lugar   | Outras participantes em ordem de colocação                                                                  |
| ---------------- | ----------- | ----------- | ---------- | --- |
| Queen of Drags 1 | Yoncé Banks | Aria Addams | Vava Vilde | Catherrine Leclery • Bambi Mercury • Katy Bähm • Candy Crash • Hayden Kryze • Samantha Gold • Janisha Jones |